# A. J. Hess
A. J. Hess (Phoenix, Arizona, 20 de enero de 1994) es un baloncestista estadounidense. Con 2,01 metros de estatura, juega en la posición de escolta.

## Trayectoria deportiva

### Universidad
Jugó cuatro temporadas con los Thunderbirds de la Universidad del Sur de Utah, aunque la última de ellas se vio truncada por una lesión, en las que promedió 8,8 puntos, 3,3 rebotes y 1,0 Asistencias por partido.
Precisamente debido a la lesión, se le permitió jugar una temporada más en la NCAA, siendo transferido una vez graduado a los South Dakota State de la Universidad Estatal de Dakota del Sur, en la que promedió 9,5 puntos y 3,5 rebotes por encuentro.

### Profesional
Tras no ser elegido en el draft de la NBA de 2017, en el mes de julio firmó su primer contrato profesional con el equipo suizo del Starwings Basel. Jugó una temporada como titular, promediando 15,8 puntos y 4,1 rebotes por partido.
En julio de 2018 firmó por el conjunto belga del Belfius Mons-Hainaut, pero solo llegó a disputar trece partidos, en los que promedió 5,2 puntos y 1,5 rebotes.
No volvió a un equipo profesional hasta que en febrero de 2019 los Wisconsin Herd adquirieran sus derechos de su poseedor, los Canton Charge. Acabó la temporada promediando 7,2 puntos y 1,6 rebotes, que le valieron para renovar una temporada más.

## Selección nacional
Representa a Armenia desde 2017.